# Евроазијска степа
Евроазијска степа, такође једноставно звана Велика степа или Степе, је огроман степски екорегион Евроазије у Биому пашњака, савана и жбуновитог терена умерене климе. Протеже се кроз Мађарску, Бугарску, Румунију, Молдавију и Придњестровље, Украјину, западну Русију, Сибир, Казахстан, Синђанг, Монголију и североисточну Кину, са једном великом ексклавом, Панонском степом  (мађ. Puszta), која се налази углавном у Мађарској.
Од палеолита, Степски пут је повезивао средњу и источну Европу и југоззападну, средњу, источну и јужну Азију економски, политички и културно преко копнених трговачких путева. Степски пут је претходник не само Пута свиле који се развијао током антике и средњег века, већ и евроазијског копненог моста у модерној ери. Током историје је био дом номадским царствима и многим великим племенским савезима и древним државама, као што су Сјонгну, Скитија, Кимерија, Сарматија, Хунско царство, Харезмија, Трансоксијана, Согдијана, Сјанбеј, Монголско царство и канат Плавих Туркијаца.

### Подела
Евроазијска степа се простире на 8.000 километара од ушћа Дунава скоро до Тихог океана. На северу је омеђена шумама европске Русије, Сибира и азијске Русије. Не постоји јасна јужна граница, иако земљиште постаје све сувље како се крећемо према југу. Степа се сужава на два места, што је дели на три главна дела.

#### Панонска степа
Панонска степа је ексклава евроазијског степског појаса. Налази се у данашњој Аустрији, Бугарској, Мађарској, Румунији, Србији и Словачкој.
- Девинска Кобила, Братислава, Словачка
- Панонска степа у Зевинкелу, Аустрија
- Панонска степа у Девинској Кобили, Братислава, Словачка
- Национални парк Дунав-Ауен, Аустрија

#### Понтско — каспијска степа
Понтско — каспијска степа почиње близу ушћа Дунава и простире се на североисток скоро до Казања, а затим на југоисток до јужног врха Уралских планина. Њена северна ивица била је широка трака шумске степе која је сада уништена претварањем читавог подручја у пољопривредно земљиште. На југоистоку се Црноморско-каспијска степа простире између Црног мора и Каспијског мора до Кавкаских планина. На западу, Велика мађарска равница је острво степе одвојено од главне степе планинама Трансилваније. На северној обали Црног мора, полуострво Крим има нешто унутрашње степе и луке на јужној обали које повезују степу са цивилизацијама средоземног басена.
- Понтско — каспијска степа у близини Криничног, Украјина
- Понтско — каспијска степа у Гењическу, Украјина
- Степе у Гагаузији, Молдавија
- Степе у Гагаузији, Дезгингеа, Молдавија

#### Уралско-каспијско сужење
Уралске планине се простиру на југ до тачке око 650  североисточно од Каспијског мора.
- Шумовите Уралске планине Белорецког округа, Русија
- Башкирски национални парк се налази на јужном крају Уралских планина у Русији
- Башкирски национални парк, Уралске планине, Русија
- Башкирски национални парк, Уралске планине, Русија

#### Казахска степа
Казахска степа се простире од Урала до Џунгарије. На југу прелази у полупустињу и пустињу које су прекинуте са две велике реке, Аму Дарја (Оксус) и Сир Дарја (Јаксартес), које теку на северозапад до Аралског мора и користе се за наводњавање за пољопривреду. На југоистоку је густо насељена Ферганска долина, а западно од ње велики градови оазе Ташкент, Самарканд и Бухара дуж реке Зеравшан. Јужни део има сложену историју (види: средња Азија и Велики Иран), док је на северу сама казашка степа била релативно изолована од главних токова писане историје.
- Степа у области Акмола, Казахстан
- Степе у провинцији Акмола, Казахстан
- Казахска степа у округу Ајагоз, Казахстан
- Казахска степа у рано пролеће

#### Џунгарско сужење
На источној страни бивше кинеско-совјетске границе, планине се простиру на север скоро до шумске зоне са само ограниченим травњацима у Џунгарији.
У правцу исток-запад, Тјен Шан планине деле степу на Џунгарију на северу и Таримски басен на југу. Џунгарија је омеђена планинама Тарбагатај на западу и монголским Алтајским планинама на истоку, од којих ниједна није значајна препрека. Џунгарија има добре пашњаке око ивица и централну пустињу. Често је имала улогу као проширење Монголије према западу и повезивала Монголију са Казашком степом. Северно од Џунгарије су планине и сибирска шума. Јужно и западно од Џунгарије, и одвојено од ње планинама Тјен Шан, налази се подручје око два пута веће од Џунгарије, овална Таримска котлина, која је исувише сува да би могла да издржи чак и номадско становништво, али око њених ивица реке теку низ планине, стварајући круг градова који су живели од пољопривреде подржане наводњавањем и источно-западне трговине. Таримска котлина је представљала острво блиске цивилизације у центру степе. Северни пут свиле ишао је дуж северне и јужне стране Таримске котлине, а затим прелазио планине на запад до Ферганске долине. На западном крају долине, Памирске планине повезују планине Тјен Шан са Хималајима. На југу, планине Кунлун одвајају Таримску котлину од слабо насељене тибетанске висоравни.
- Басен језера Увс, Тува, Русија
- Језеро Дус-Хољ, Тува, Русија
- Пашњак у републици Туви, Русија
- Језеро Дус-Хољ, Тандински округ, Тува, Русија

#### Монголско-манџурска степа
Монголска степа обухвата и Монголију и кинеску провинцију Унутрашњу Монголију. Раздваја их релативно сува област коју обележава пустиња Гоби. Јужно од монголске степе налази се висока и слабо насељена Тибетанска висораван. Северна ивица висоравни је Гансу или Хеси коридор, појас умерено густог становништва који повезује ужу Кину са Таримском котлином. Хеси коридор је био главна рута Пута свиле. На југоистоку Пут свиле је водио преко брда до долине реке Веј која тече на исток и која је водила до Севернокинеске равнице.
Јужно од планина Кинган и северно од планина Тајханг, монголско-манџурска степа се протеже источно у Манџурију као степа Лијао Ши. У Манџурији, степа прелази у шуме и планине не достижући Пацифик. Централну област шумско-степског насеља насељавали су пастирски и земљораднички народи, док је на северу и истоку била ретка популација ловачких племена сибирског типа.
- Даурска шумска степа
- Монголско-манџуријска травната степа у провинцији Ховсгол, Монголија
- Травнате степе у провинцији Ховсгол, Монголија
- Даурски резерват природе у јужном делу Забајкалског краја у Сибиру, Русија, близу границе са Монголијом
- Монголско-манџуријска травната степа у Унутрашњој Монголији, Кина

### Фауна
Велики сисари евроазијске степе били су коњ Пржевалског, антилопа сајга, монголска газела, гушава газела, дивља бактријска камила и онагар. Сиви вук, лисица корзак и повремено мрки медвед су грабежљивци који лутају степом. Мање врсте сисара су монголски скочимиш, мали соуслик и степски мрмот.

Евроазијска степа је дом великог броја врста птица. Угрожене врсте птица које тамо живе су на пример царски орао, мала ветрушка, велика дропља и бледолеђи голуб.
- Коњ Пржеваљског
- Корсак лисица
- Сајга антилопа
- Кулан

Примарне домаће животиње биле су овце и козе са мање говеда него што би се могло очекивати. Камиле су коришћене у сушнијим областима за транспорт, чак до Астрахана. Било је неколико јакова дуж границе Тибета. Коњ је коришћен за транспорт и ратовање. Коњ је први пут припитомљен у понтско-каспијској или казашкој степи негде пре 3000. године п. н. е, али је требало много времена да се развије коњаничко стреличарство и процес није у потпуности схваћен. Чини се да узенгија није била у потпуности развијена до 300. године н.е. (види и: седло, композитни лук, припитомљавање коња...).

### Екорегије
Светска фондација за природу дели умерене пашњаке, саване и шибље у евроазијским степама на бројне екорегионе, које се разликују по надморској висини, клими, падавинама и другим карактеристикама. Региони су дом за различите животињске и биљне заједнице и врсте и различите екосистеме станишта.
- Алајско-западно-Тјан-Шанска степа (Казахстан, Таџикистан, Узбекистан)
- Алтајска степа и полупустиња (Казахстан)
- Барабска степа (Русија)
- Дауријанска шумска степа (Кина, Монголија, Русија)
- Степа у долини Емин (Кина, Казахстан)
- Казашка шумска степа (Казахстан, Русија)
- Казашка степа (Казахстан, Русија)
- Казашка висораван (Казахстан)
- Монголијско-манџурска степа (Кина, Монголија, Русија)
- Понтско-каспијска степа (Молдавија, Румунија, Русија, Украјина)
- Сајан међупланинска степа (Русија)
- Селеншко-орхонска шумска степа (Монголија, Русија)
- Јужносибирска шумска степа (Русија)
- Степа у подножју Тјан Шана (Кина, Казахстан, Киргистан)
- Панонска степа (Мађарска, Румунија, Србија, Хрватска, Словачка, Аустрија, Словенија)

## Људске активности

### Трговина
Главни центри становништва и високе културе у Евроазији су Европа, Блиски исток, Индија и Кина. У неке сврхе је корисно третирати Велики Иран као посебан регион. Сви ови региони су повезани евроазијским Степским путем који је био претходник Пута свиле. Потоњи је почињао у кинеском региону Гуанџонг и ишао на запад дуж Хекси коридора до Таримског басена. Одатле се пружао на југозапад до Великог Ирана и скретао на југоисток до Индије или на запад ка Блиском истоку и Европи. Мањи крак је ишао северозападно дуж великих река и северно од Каспијског мора до Црног мора. Када би се суочили са богатим караваном, степски номади су могли да га опљачкају или опорезују, или да се понуде услуге као чувари. Економски, ова три облика профитирања су били у суштини иста ствар. Трговина би обично била најактивнија када степа билоа под контролом јаког царства, што је смањивало број ситних поглавица који су се мешали у трговину. Пут свиле је постао значајан и кинеска свила је почела да стиже до Римског царства отприлике у време када је цар Ву из династије Хан проширио кинеску моћ на запад до Таримског басена.
Номади су повремено толерисали колоније сељака у степи у ретким областима у којима је земљорадња била могућа. То су често били заробљеници који су узгајали жито за своје номадске господаре. Дуж рубова било је подручја која су се могла користити за оранице или травњаке. Смењивали су се у зависности од релативне снаге номадских и аграрних средишта. Током последњих неколико стотина година, руска степа и већи део Унутрашње Монголије су култивисани. Чињеница да већи део руске степе није наводњаван показује да је одржавана као пашњаци као резултат војне снаге номада.

### Језици
Према најраспрострањенијој хипотези о пореклу индоевропских језика, курганској хипотези, сматра се да је њихов заједнички предак настао у понтско-каспијској степи. Тохари су били рана индоевропска грана у Таримском басену. На почетку писане историје целокупно степско становништво западно од Џунгарије говорило је иранским језицима. Отприлике 500. године нове ере турски језици су заменили иранске језике прво у степи, а касније у оазама северно од Ирана. Поред тога, говорници мађарског језика, огранка породице уралских језика, који су раније живели у степи у садашњој јужној Русији, населили су се у Карпатском басену 895. године. Монголски језици су у Монголији. У Манџурији се налазе тунгуски језици и неки други.

### Религија
Тенгризам су увели турко-монголски номади. Несторијанство и манихејство су се проширили на Таримски басен и у Кину, али никада нису постали успостављене већинске религије. Будизам се проширио са севера Индије до Таримског басена и нашао нови дом у Кини. Отприлике 1400. године н.е, цела степа западно од Џунгарије је прихватила ислам. Око 1600. године н.е, ислам је успостављен у Таримском басену док су Џунгарија и Монголија усвојиле тибетански будизам.

## Историја

### Ратови
Препади између племена били су распрострањени током историје региона. Ово је везано са лакоћом са којом су се стада и крда пораженог непријатеља могла одвести, чинећи препад профитабилним. У погледу ратовања и напада, у односу на седелачка друштва, коњ је номадима давао предност у покретљивости. Коњаници су могли да нападну село и да се повуку са својим пленом пре него што се окупи и распореди пешадија. Када би се суочили са супериорном пешадијом, коњаници су могли једноставно да одјашу, повуку се и прегрупишу. Изван Европе и делова Блиског истока, аграрна друштва су имала потешкоћа у подизању довољне количине ратних коња и често су морала да ангажују коњицу од својих номадских непријатеља као плаћенике. Номаде није било лако прогонити кроз степу пошто степа није могла лако да подржи копнену војску. Ако би Кинези послали војску у Монголију, номади би побегли и вратили се када Кинезима понестане залиха. Али степских номада је било релативно мало и њихови владари су имали потешкоћа да задрже довољно кланова и племена да би поставили велику војску. Ако су степски номади освојили пољопривредно подручје, често су им недостајале вештине да њиме управљају. Ако су покушали да задрже аграрну земљу, постепено су апсорбовали цивилизацију својих поданика, изгубили своје номадске вештине и били су или асимиловани или протерани.

### Односи са суседним народима
Дуж северног руба евроазијске степе, номади би прикупљали данак од шумских племена и мешали се са њима (види Сибирски канат, Бурјати) Русија је плаћала данак (упореди: јасак) Златној Хорди од око 1240. до 1480. г. Јужно од казашке степе, номади су се мешали са седентарним становништвом, делом зато што Блиски исток има значајна подручја степа (заузета силом у прошлим инвазијама) и сточарства. Постојала је оштра културна подела између Монголије и Кине и готово стални ратови од почетка историје до Ћинговог освајања Џунгарије 1757. г. Номади су прикупљали велике количине данака од Кинеза и неколико кинеских династија је било степског порекла. Можда због мешавине пољопривреде и сточарства у Манџурији, њени становници, Манџури, знали су како да се носе и са номадима и са насељеним становништвом и стога су могли да освоје већи део северне Кине  када су и Кинези и Монголи били слаби.

### Наслеђе евроазијских степских номада
Руска култура и народ су били под великим утицајем азијских номада у руским степама и суседним степама и пустињама. Степска култура Русије је обликована међукултуралним контактом углавном са словенским, татарско-турским, монголским и иранским народима. Руски владари склапали бракове ради савеза са степским народима. Обичаји као што су домра,, традиционална ношња као што су кафтан и сарафан, украјинска козачка култура и култура чаја били су под снажним утицајем културе азијских номадских народа. Евроазијске степе играју важну улогу у историји источне Европе, а степе су тема многих словенских, као и руских народних песама.

## Историјски народи и нације
- Трачани, XV-III век п. н. е.
- Харезми, XIII-II век п. н. е.
- Симеријанци, XII-VII век п. н. е.
- Мађари, XI век п. н. е.-VIII век н.е.
- Скити, VIII-IV век п. н. е.
- Согдијана, VIII-IV век п. н. е.
- Иседони, VII-I век п. н. е.
- Масагети, VII-I век п. н. е.
- Тисагети, VII-III век п. н. е.
- Донгу, VII-II век п. н. е.
- Дахе, VII век п. н. е.-V век н.е.
- Сака, VI-I век п. н. е.
- Сармати, V век п. н. е.-V век н.е.
- Булгари, VII век п. н. е.-VII век н.е.
- Трансоксијана, IV век п. н. е.-XIV век н.е.
- Сјонгну, III век п. н. е.-II век н.е.
- Јазигеји, III век п. н. е.-V век н.е.
- Јуежи, II век п. н. е.-I век н.е.
- Таурида
- Вусун, I век п. н. е.-VI век н.е.
- Сјанбеј, I-III век
- Готи, III-VI век
- Вандали, II-V век
- Визиготи, III-V век
- Франци, III-VIII век
- Хуни, IV-VIII век
- Остроготи, IV-VIII век
- Прасловени, V-X век
- Алани, V-XI век
- Авари, V-IX век
- Хепталити, V-VII век
- Евроазијски Авари, VI-VIII век
- Плави Туркијци, VI-VIII век
- Сабири, VI-VIII век
- Хазари, VII-XI век
- Оногури, VIII век
- Печенези, VIII-XI век
- Башкири, X-XXI век
- Кипчаци и Кумани, XI-XIII век
- Кримски Готи
- Монголско царство, XIII-XIV век
- Чагатај канат, XIII-XV век
- Златна хорда, XIII-XV век
- Козаци, Калмици, Кримски канат, Поволшки Татари, Ногаји, и остале турске државе и племена, XV-XVIII век
- Руско царство, XVIII-XX век
- Совјетски Савез, XX век
- Гагаузија, Казахстан, Русија, Украјина, Синкјанг, XX-XXI век